# Victoria Monét
Pour les articles homonymes, voir Monet.
Victoria Monét McCants (née le 1er mai 1989 à Atlanta, en Géorgie), est une chanteuse et compositrice américaine. Elle se met rapidement à écrire et commence à travailler avec le producteur Rodney Jerkins. En signant avec le label Atlantic Records, en 2014, Monét sort son premier EP Nightmares and Lullabies : Act 1 et l'année suivante, elle publie son EP Nightmares and Lullabies : Act 2. Elle écrit également des chansons pour des artistes tels que Ariana Grande, Fifth Harmony, Blackpink, Nas, T.I., GOOD Music, Lupe Fiasco, Chrisette Michele, Coco Jones, Chris Brown, Diddy - Dirty Money, Janelle Monáe, et Jasmine V,.

## Biographie

### Enfance
Victoria Monét est née en Géorgie d'une mère afro-américaine et d'un père français[réf. nécessaire], et déménage à Sacramento, en Californie, quand elle est enfant. Elle est fascinée par les performances artistiques, s'intéressant au chant et à la danse. Sa première expérience sur scène a lieu lorsqu'elle chante dans des pièces de théâtre catholiques pendant les vacances scolaires. Elle chante également dans la chorale de jeunes de son église locale, mais c'est la danse qui lui donne un sens d'elle-même en tant qu'interprète. Elle enseigne dans deux studios de danse différents et répète avec un groupe de danse local, Boogie Monstarz, aux Step One Dance Studios à Sacramento, tout en travaillant dans une banque locale.

### Débuts (2014–2015)
En dehors des répétitions de danse, Monét commence à écrire de la poésie avec l'un de ses cousins plus âgés et se découvre une nouvelle passion. Cela se traduit vite par l'écriture de sa propre musique. Pendant ce temps, elle se renseignait sur le monde de la production, les producteurs et faisait de la musique dans un studio d'enregistrement local. Quand elle entend parler de Rodney Jerkins, elle décide de l'ajouter sur Myspace. Peu de temps après, il l'invite à venir à Los Angeles et à auditionner pour un nouveau groupe de filles qu'il est en train de former, Purple Reign. Après la dissolution du Craig Kallman, PDG d'Atlantic Records, lui offre un accord pour un disque. Le 30 octobre 2014, Monét sort son premier EP Nightmares and Lullabies : Act 1 et le 17 juin 2015, elle publie la suite EP Nightmares and Lullabies : Act 2.
Monét fait la première partie, aux côtés de la chanteuse JoJo, du groupe Fifth Harmony lors de leur tournée 7/27 qui débute le 25 juillet 2016. Le lendemain, Monét sort son single Do You Like It.
Après la Fusillade du 12 juin 2016 à Orlando, la mort de Christina Grimmie, la fusillade d'Alton Sterling et Philando Castile et la fusillade de la Police à Dallas, Monét sort un single intitulé Better Days en collaboration avec la chanteuse Ariana Grande. Le 22 septembre 2016, Ariana Grande annonce sur son compte Twitter que Victoria Monét fait la première partie du Dangerous Woman Tour en compagnie du groupe Little Mix en Amérique du Nord et aux côtés de la rappeuse Bia (en) en Europe. 
En février 2018, Monét sort son troisième EP Life After Love, Pt.1 incluant le single Freak, sorti quelques semaines plus tôt. Le 1er avril 2019, Victoria Monét apparaît sur le single Monopoly d'Ariana Grande, qui est choisi en setlist pour le Sweetener/Thank U Next Tour de cette dernière.

### Jaguar IetII(depuis 2019)

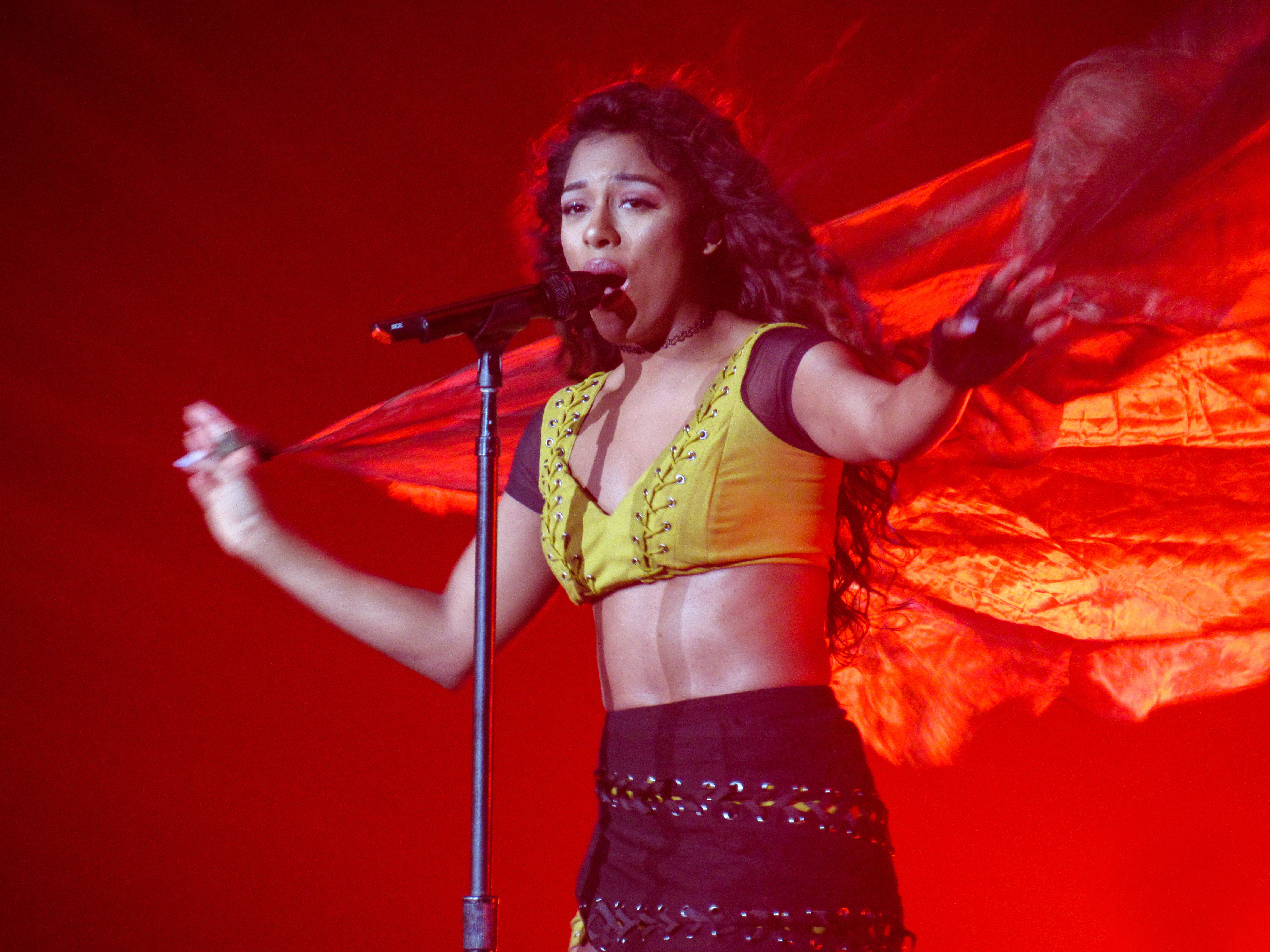
Victoria Monét sur scène en 2017.

En 2019, elle participe à la bande originale du film Charlie's Angels, troisième volet de la franchise homonyme, avec la chanson Got Her Own, qu'elle chante, une nouvelle fois, en compagnie d'Ariana Grande.
Le 1er février 2021, Victoria Monét sort le single F.U.C.K. accompagné d'un clip vidéo sur le thème du western. Le 5 août 2021, elle sort un autre single Coastin et un clip vidéo est publié avec Rickey Thompson,. En juin 2022, Monét interpète Coastin lors du pré-show des 22e BET Awards et annonce qu'elle travaillait sur un projet de suivi de son précédent EP intitulé Jaguar II.
Le 24 mars 2023, elle sort le titre Smoke en featuring avec Lucky Daye, son premier nouveau single depuis 2021. Smoke est suivi des singles Party Girls (featuring Buju Banton) et On My Mama, sortis respectivement le 10 mai et le 16 juin. Un remix dancehall de Party Girls (avec Michaël Brun) sort le 26 mai. En juillet 2023, Monét fait la couverture de la 125e édition de Clash[33]. 

## Écriture
Monét écrit plusieurs chansons pour d'autres artistes. En 2010, elle s'associe à Diddy - Dirty Money pour écrire I Hate that You Love Me et co-écrit : Be Alright, Let Me Love You et Thank U, Next d'Ariana Grande,, Memories Back Then de T.I. en collaboration avec B.o.B et Kendrick Lamar, Drunk Texting de Chris Brown, Everlasting Love, Them Girls Be Like, Reflection, We Know et No Way de Fifth Harmony, You Wouldn't Understand de Nas, Sin City de GOOD Music, Visual Love de Chrisette Michele ainsi que Live on Tonight de T.I.. 

## Vie personnelle
Victoria Monét annonce son coming out sur Twitter en novembre 2018, se définissant comme étant bisexuelle. Elle fait une référence à la chanson Chanel de Frank Ocean.
Alors en couple avec John Gaines, elle annonce en décembre 2020 être enceinte de leur premier enfant. Elle donne naissance à une petite fille, le 21 février 2021,. Le couple se sépare fin 2023.

## Discographie

### EP
| Titre                                            | Détails                                                                                            |
| ------------------------------------------------ | -------------------------------------------------------------------------------------------------- |
| Nightmares and Lullabies : Act 1                 | - Date de sortie : 30 octobre 2014 - Label : Victoria Monét Music - Formats : Téléchargement       |
| Nightmares and Lullabies : Act 2                 | - Date de sortie : 17 juin 2015 - Label : Victoria Monét Music - Formats : Téléchargement          |
| Life After Love, Pt. 1                           | - Date de sortie : 23 février 2018 - Label : Victoria Monét Music - Formats : CD, téléchargement   |
| Life After Love, Pt. 2                           | - Date de sortie : 28 septembre 2018 - Label : Victoria Monét Music - Formats : CD, téléchargement |
| A Jaguar Christmas : The Orchestral Arrangements | - Date de sortie : 11 décembre 2020 - Label : Tribe Records - Formats : Téléchargement             |

### Albums studio
| Titre     | Détails |
| --------- | --- |
| Jaguar    | - Date de sortie : 7 aout 2020 - Label : Tribe Records - Formats : Vinyl, digital et téléchargement               |
| Jaguar II | - Date de sortie : 25 aout 2023 - Label : Lovett Music / RCA Records - Formats : Vinyl, digital et téléchargement |

## Singles
- 2014 : Made in China (collaboration avec Ty Dolla Sign)
- 2015 : 90's Babies
- 2015 : High Luv
- 2015 : See the Light
- 2015 : A Little More, en collaboration avec Machine Gun Kelly[28]
- 2016 : Do You Like It
- 2017 : Ready
- 2018 : Freak
- 2019 : Monopoly (en collaboration avec Ariana Grande)
- 2019 : Got Her Own (en collaboration avec Ariana Grande, pour le film Charlie's Angels)
- 2019 : Ass Like that
- 2020 : Moment
- 2020 : Dive
- 2020 : Experience (en collaboration avec Khalid)
- 2020 : Jaguar
- 2020 : Touch Me (en collaboration avec Kehlani)
- 2021 : F.U.C.K

## Distinctions

### Grammy Awards
| Année | Œuvre                     | Récompense                                   | Résultat   |
| ----- | ------------------------- | -------------------------------------------- | ---------- |
| 2020  | Thank U, Next             | Album de l'année                             | Nomination |
| 2020  | 7 Rings                   | Enregistrement de l'année                    | Nomination |
| 2021  | Do It                     | Meilleure chanson R&B                        | Nomination |
| 2024  | On My Mama                | Enregistrement de l'année                    | Nomination |
| 2024  | Elle-même                 | Meilleur nouvel artiste                      | Lauréat    |
| 2024  | How Does It Make You Feel | Meilleure prestation R&B                     | Nomination |
| 2024  | Hollywood                 | Meilleure prestation vocale R&B traditionnel | Nomination |
| 2024  | On My Mama                | Meilleure chanson R&B                        | Nomination |
| 2024  | Jaguar II                 | Meilleur album R&B                           | Lauréat    |
| 2024  | Jaguar II                 | Meilleur album technique non classique       | Nomination |